# Stade Brestois 29 2022-2023
Questa voce raccoglie le informazioni riguardanti lo Stade Brestois 29 nelle competizioni ufficiali della stagione 2022-2023.

## Maglie e divise
Lo sponsor tecnico per la stagione 2022-2023 è Adidas, mentre lo sponsor ufficiale è Quéguiner Matériaux.
| Casa | Trasferta | Terza maglia |

## Rosa
In corsivo i calciatori ceduti durante la stagione
| N. |                      | Ruolo | Calciatore                    |
| -- | -------------------- | ----- | ----------------------------- |
| 1  | Argentina (bandiera) | P     | Joaquín Blázquez              |
| 2  | Francia (bandiera)   | D     | Jean-Kévin Duverne            |
| 3  | Francia (bandiera)   | D     | Lilian Brassier               |
| 4  | Marocco (bandiera)   | D     | Achraf Dari                   |
| 5  | Francia (bandiera)   | D     | Brendan Chardonnet (capitano) |
| 7  | Algeria (bandiera)   | C     | Haris Belkebla                |
| 8  | Francia (bandiera)   | C     | Hugo Magnetti                 |
| 9  | Francia (bandiera)   | A     | Franck Honorat                |
| 10 | Francia (bandiera)   | C     | Romain Del Castillo           |
| 11 | Francia (bandiera)   | C     | Axel Camblan                  |
| 13 | Algeria (bandiera)   | A     | Islam Slimani                 |
| 14 | Francia (bandiera)   | A     | Irvin Cardona                 |
| 14 | Francia (bandiera)   | A     | Loïc Rémy                     |
| 15 | Benin (bandiera)     | A     | Steve Mounié                  |
| 17 | Honduras (bandiera)  | A     | Alberth Elis                  |

| N. |                        | Ruolo | Calciatore           |
| -- | ---------------------- | ----- | -------------------- |
| 18 | Francia (bandiera)     | C     | Karamoko Dembélé     |
| 20 | Francia (bandiera)     | C     | Pierre Lees-Melou    |
| 21 | Finlandia (bandiera)   | D     | Jere Uronen          |
| 22 | Francia (bandiera)     | A     | Jérémy Le Douaron    |
| 23 | Martinica (bandiera)   | D     | Christophe Hérelle   |
| 27 | Francia (bandiera)     | D     | Kenny Lala           |
| 28 | Francia (bandiera)     | A     | Hiang'a Mbock        |
| 28 | Francia (bandiera)     | D     | Bradley Locko        |
| 29 | Francia (bandiera)     | C     | Mathias Pereira Lage |
| 30 | Francia (bandiera)     | P     | Grégoire Coudert     |
| 31 | Algeria (bandiera)     | A     | Youcef Belaïli       |
| 37 | Francia (bandiera)     | C     | Félix Lemaréchal     |
| 40 | Paesi Bassi (bandiera) | P     | Marco Bizot          |
| 45 | Francia (bandiera)     | C     | Mahdi Camara         |
| 97 | Francia (bandiera)     | C     | Taïryk Arconte       |
| 99 | Senegal (bandiera)     | D     | Noah Fadiga          |

## Calciomercato

### Sessione estiva(dal 1º/7 al 1º/9)
| Acquisti         | Acquisti             | Acquisti         | Acquisti                   |
| R.               | Nome                 | da               | Modalità                   |
| ---------------- | -------------------- | ---------------- | -------------------------- |
| D                | Achraf Dari          | Wydad Casablanca | definitivo (2,7 milioni €) |
| C                | Pierre Lees-Melou    | Norwich City     | definitivo (2,3 milioni €) |
| D                | Noah Fadiga          | Heracles Almelo  | definitivo (350 mila €)    |
| C                | Mathias Pereira Lage | Angers           | gratuito                   |
| A                | Islam Slimani        | Sporting Lisbona | gratuito                   |
| A                | Karamoko Dembélé     | Celtic           | gratuito                   |
| A                | Taïryk Arconte       | Ajaccio          | n.d                        |
| C                | Mahdi Camara         | Saint-Étienne    | prestito                   |
| P                | Joaquín Blázquez     | Talleres (C)     | prestito                   |
| Altre operazioni |                      |                  |                            |
| R.               | Nome                 | da               | Modalità                   |
| C                | Romain Philippoteaux | Digione          | fine prestito              |

| Cessioni | Cessioni              | Cessioni      | Cessioni      |
| R.       | Nome                  | a             | Modalità      |
| -------- | --------------------- | ------------- | ------------- |
| D        | Dénys Bain            | Auxerre       | gratuito      |
| C        | Romain Philippoteaux  | NorthEast Utd | gratuito      |
| C        | Paul Lasne            | Paris FC      | gratuito      |
| P        | Sébastien Cibois      | Rodez         | gratuito      |
| D        | Julien Faussurier     | Sochaux       | gratuito      |
| D        | Noé Sow               | Pau           | gratuito      |
| A        | Rafiki Saïd           | Nîmes         | n.d.          |
| P        | Gautier Larsonneur    | Valenciennes  | prestito      |
| C        | Hiang'a Mbock         | Caen          | ìprestito     |
| D        | Josué Escartin        | FC Borgo      | gratuito      |
| A        | Youcef Belaïli        |               | svincolato    |
| A        | Martín Satriano       | Inter         | fine prestito |
| C        | Lucien Agoumé         | Inter         | fine prestito |
| D        | Ronaël Pierre-Gabriel | Magonza       | fine prestito |

### Sessione invernale(dal 2/1 al 31/1)
| Acquisti | Acquisti           | Acquisti     | Acquisti      |
| R.       | Nome               | da           | Modalità      |
| -------- | ------------------ | ------------ | ------------- |
| D        | Kenny Lala         | Olympiacos   | gratuito      |
| A        | Alberth Elis       | Bordeaux     | prestito      |
| D        | Bradley Locko      | Stade Reims  | prestito      |
| C        | Félix Lemaréchal   | Monaco       | prestito      |
| A        | Loïc Rémy          |              | svincolato    |
| P        | Gautier Larsonneur | Valenciennes | fine prestito |
| D        | Josué Escartin     | FC Borgo     | fine prestito |

| Cessioni | Cessioni           | Cessioni      | Cessioni                   |
| R.       | Nome               | a             | Modalità                   |
| -------- | ------------------ | ------------- | -------------------------- |
| P        | Gautier Larsonneur | Saint-Étienne | definitivo (1,6 milioni €) |
| A        | Irvin Cardona      | Augusta       | definitivo (500 mila €)    |
| A        | Islam Slimani      | Anderlecht    | gratuito                   |
| D        | Jere Uronen        | Schalke 04    | prestito                   |
| C        | Axel Camblan       | Concarneau    | n.d.                       |

## Risultati

### Ligue 1

#### Girone di andata
| Arbitro: | Léonard (Lorena) |

|                      |           |                                      |
| Sotoca 26’, 61’, 64’ | Marcatori | 65’ Belkebla 81’ (rig.) Del Castillo |

| Arbitro: | Stinat |

|                |           |             |
| Lees-Melou 61’ | Marcatori | 38’ Tavares |

| Arbitro: | Brisard |

|            |           |                              |
| Boufal 70’ | Marcatori | 10’, 38’ Le Douaron 65’ Dari |

| Arbitro: | Bollengier |

|  |           |                                                                 |
|  | Marcatori | 6’ Maouassa 10’, 31’ Wahi 11’ Khazri 25’ Cozza 64’, 84’ Germain |

| Arbitro: | Millot (Île-de-France) |

|                                     |           |             |
| Rodon 53’ Terrier 89’ D. Doué 90+1’ | Marcatori | 57’ Honorat |

| Arbitro: | Dechepy |

|               |           |                    |
| Lees-Melou 6’ | Marcatori | 28’ (rig.) Ajorque |

| Arbitro: | Pignard |

|            |           |  |
| Neymar 30’ | Marcatori |  |

| Arbitro: | Frappart |

|  |           |             |
|  | Marcatori | 65’ Hamouma |

| Arbitro: | Batta |

|                  |           |             |
| Niang 86’ (rig.) | Marcatori | 64’ Slimani |

| Arbitro: | Dechepy |

|                  |           |                |
| Del Castillo 17’ | Marcatori | 24’, 53’ Moffi |

| Arbitro: | Bollengier |

|                                                     |           |            |
| Simon 35’ (rig.) Ganago 36’ Sissoko 71’ Mohamed 88’ | Marcatori | 18’ Fadiga |

| Arbitro: | Pignard |

|               |           |                                                    |
| Allevinah 89’ | Marcatori | 15’ (rig.) Del Castillo 55’ Honorat 68’ Le Douaron |

| Brest 30 ottobre 2022, ore 15:00 CET 13ª giornata | Brest   | 0 – 0 referto | Stade Reims | Stade Francis-Le Blé (11 008 spett.)\| Arbitro: \| Delajod \| |
| Arbitro:                                          | Delajod |               |             |                                                               |

| Arbitro: | Stinat (Maine) |

|             |           |  |
| Laborde 54’ | Marcatori |  |

| Arbitro: | Buquet |

|                             |           |                       |
| Del Castillo 55’ Mounié 77’ | Marcatori | 60’ (aut.) Chardonnet |

| Arbitro: | Dechepy |

|                             |           |                                                       |
| Pereira Lage 29’ Mounié 72’ | Marcatori | 21’ Caqueret 32’ Cherki 35’ (rig.) Lacazette 49’ Tetê |

| Arbitro: | Stinat (Maine) |

|             |           |  |
| Golovin 55’ | Marcatori |  |

| Brest 11 gennaio 2023, ore 19:00 CET 18ª giornata | Brest   | 0 – 0 referto | Lilla | Stadio Francis Le Blé (11 452 spett.)\| Arbitro: \| Vernice \| |
| Arbitro:                                          | Vernice |               |       |                                                                |

| Arbitro: | Millot (Île-de-France) |

|               |           |            |
| Aboukhlal 65’ | Marcatori | 18’ Mounié |

#### Girone di ritorno
| Arbitro: | Bollengier |

|                                                      |           |  |
| Le Douaron 14’ Mounié 34’ Honorat 59’ Lees-Melou 84’ | Marcatori |  |

| Décines-Charpieu 1º febbraio 2023, ore 21:00 CET 21ª giornata | Olympique Lione | 0 – 0 referto | Brest | Groupama Stadium (30 837 spett.)\| Arbitro: \| Buquet \| |
| Arbitro:                                                      | Buquet          |               |       |                                                          |

| Arbitro: | Bastien (Lorena) |

|                |           |            |
| Le Douaron 54’ | Marcatori | 83’ Gradit |

| Arbitro: | Batta |

|                                                |           |  |
| Hérelle 4’ (aut.) Savanier 17’ (rig.) Wahi 54’ | Marcatori |  |

| Arbitro: | El Hadj (Rodano-Alpi) |

|                |           |                       |
| Le Douaron 86’ | Marcatori | 39’ Golovin 73’ Boadu |

| Arbitro: | Gaillouste |

|                            |           |                 |
| Diakité 60’ Alexsandro 80’ | Marcatori | 8’ (aut.) Djaló |

| Arbitro: | Buquet |

|  |           |               |
|  | Marcatori | 45+2’ Honorat |

| Arbitro: | Bollengier |

|             |           |                      |
| Honorat 43’ | Marcatori | 37’ Soler 90’ Mbappé |

| Arbitro: | Batta |

|                           |           |                                 |
| Ripart 34’ Rony Lopes 38’ | Marcatori | 30’ Lees-Melou Del Castillo 74’ |

| Arbitro: | Frappart (Île-de-France) |

|                                      |           |              |
| Mounié 33’ Le Douaron 63’ Camara 84’ | Marcatori | 10’ Dallinga |

| Arbitro: | Millot |

|                      |           |               |
| Balogun 90+1’ (rig.) | Marcatori | 6’ Lees-Melou |

| Arbitro: | Bastien (Lorena) |

|                |           |  |
| Le Douaron 12’ | Marcatori |  |

| Auxerre 23 aprile 2023, ore 15:00 CEST 32ª giornata | Ajaccio | 0 – 0 referto | Brest | Stade François Coty (6 879 spett.)\| Arbitro: \| Stinat \| |
| Arbitro:                                            | Stinat  |               |       |                                                            |

| Arbitro: | Delajod |

|                                 |           |  |
| Le Douaron 18’ Pereira Lage 35’ | Marcatori |  |

| Arbitro: | Millot |

|               |           |                         |
| Koné 32’, 51’ | Marcatori | 69’ (rig.) Del Castillo |

| Arbitro: | Wattellier |

|                |           |  |
| Le Douaron 69’ | Marcatori |  |

| Arbitro: | Dechepy |

|                        |           |                 |
| Honorat 45’ Mounié 48’ | Marcatori | 43’ Neto Borges |

| Arbitro: | Frappart |

|            |           |                         |
| Mbemba 75’ | Marcatori | 57’ Magnetti 81’ Camara |

| Arbitro: | Brisard (Maine) |

|                     |           |                       |
| Belkebla 34’ (rig.) | Marcatori | 14’, 45+1’ Bourigeaud |

### Coppa di Francia
| Arbitro: | Wattellier |

|            |           |                              |
| Mbemba 75’ | Marcatori | 73’ Lees-Melou 90+3’ Camblan |

| Arbitro: | Gaillouste (Borgogna) |

|             |           |                                  |
| Slimani 19’ | Marcatori | 5’ Saïd 30’ Medina 37’ Thomasson |

## Statistiche
| Competizione     | Punti | In casa | In casa | In casa | In casa | In casa | In casa | In trasferta | In trasferta | In trasferta | In trasferta | In trasferta | In trasferta | Totale | Totale | Totale | Totale | Totale | Totale | DR  |
| Competizione     | Punti | G       | V       | N       | P       | Gf      | Gs      | G            | V            | N            | P            | Gf           | Gs           | G      | V      | N      | P      | Gf     | Gs     | DR  |
| ---------------- | ----- | ------- | ------- | ------- | ------- | ------- | ------- | ------------ | ------------ | ------------ | ------------ | ------------ | ------------ | ------ | ------ | ------ | ------ | ------ | ------ | --- |
| Ligue 1          | 44    | 19      | 7       | 5       | 7       | 24      | 26      | 19           | 4            | 6            | 9            | 20           | 28           | 38     | 11     | 11     | 16     | 44     | 54     | -10 |
| Coppa di Francia |       | 1       | 0       | 0       | 1       | 1       | 3       | 1            | 1            | 0            | 0            | 2            | 0            | 2      | 1      | 0      | 1      | 3      | 3      | 0   |
| Totale           | -     | 20      | 7       | 5       | 8       | 25      | 29      | 20           | 5            | 6            | 9            | 22           | 28           | 40     | 12     | 11     | 17     | 47     | 57     | -10 |